# Gruppo di ESO 117-19
Il Gruppo di ESO 117-19 comprende tre galassie situate nella costellazione del Reticolo.
La distanza media tra il centro di massa di questo gruppo e la nostra Via Lattea è di circa 252 milioni di anni luce (77,4 Mpc).

## Membri
I membri del Gruppo di ESO 117-19 indicati nell'articolo di Garcia del 1993, sono riportati nella tabella sottostante.
Da notare che secondo Soares e colleghi, NGC 1529 e NGC 1534 formano una coppia di galassie.
Invece secondo Garcia, NGC 1529 non fa parte di questo piccolo gruppo di galassie, anche se è stato riportato per completezza alla fine della lista.
Evidentemente i criteri di classificazione dei due autori per quanto riguarda i raggruppamenti di galassie, sono alquanto differenti.
| Nome       | Classificazione | Tipo            | RA (J2000.0)  | DEC (J2000.0) | Velocità radiale (km/s) | Magnitudine apparente | Distanza (Mpc) | Dimensioni (kal) |
| ---------- | --------------- | --------------- | ------------- | ------------- | ----------------------- | --------------------- | -------------- | ---------------- |
| NGC 1534   | SA0/a?(rs)      | Lenticolare     | 04h 08m 46.1s | -62° 47′ 51″  | 5337 ± 5                | 12,7                  | 78,6 ± 5,5     | 245              |
| ESO 117-19 | SBbc?           | Spirale barrata | 04h 02m 32.2s | -62° 18′ 56″  | 5386 ± 10               | 11,92                 | 79,3 ± 5,6     | 149              |
| ESO 84-9   | SB(s)c          | Spirale barrata | 04h 14m 22.2s | -62° 48′ 47″  | 5034 ± 10               | 13,53                 | 74,2 ± 5,2     | 95               |
| NGC 1529   | S0^0?           | Lenticolare     | 04h 07m 19.9s | -62° 53′ 58″  | 5122 ± 33               | 13,3                  | 75,5 ± 5,3     | 185              |

Il sito DeepskyLog permette di trovare agevolmente le costellazioni in cui sono situate le galassie; in alternativa si possono utilizzare le coordinate delle galassie per individuarle. Se non altrimenti indicato, le coordinate sono quelle fornite dal sito NASA/IPAC (National Aeronautics and Space Administration / Infrared Processing and Analysis Center).